# California State Route 7
Die California State Route 7 (kurz CA 7) ist eine State Route im US-Bundesstaat Kalifornien, die in Nord-Süd-Richtung verläuft.
Der Highway beginnt an der Mexikanischen Grenze in Calexico und endet in El Centro an der Interstate 8 und an der Imperial County Route S32. Der State Highway wurde im Jahr 1990 eröffnet. Der Abschnitt zwischen der California State Route 98 und der I-8 wurde erst 2005 fertiggestellt.